# Karl Kailer von Kaltenfels
Karl Kailer von Kaltenfels (24. května 1862 Pula, Rakouské císařství – 28. dubna 1917 Vídeň, Rakousko-Uhersko) byl rakousko-uherský admirál. V c. k. námořnictvu sloužil od roku 1880, na obchodní lodi absolvoval plavbu kolem světa a zúčastnil se několika mezinárodních operací s rakousko-uherskou účastí (boxerské povstání v Číně). Patřil k průkopníkům technologického vývoje a mimo jiné prosadil u námořnictva zavedení radiotelegrafie. Později byl velitelem několika bitevních lodí a dosáhl hodnosti viceadmirála (1914). Za první světové války byl krátce šéfem námořní sekce na rakousko-uherském ministerstvu války a jedním z hlavních představitelů námořnictva (1917).

## Biografie

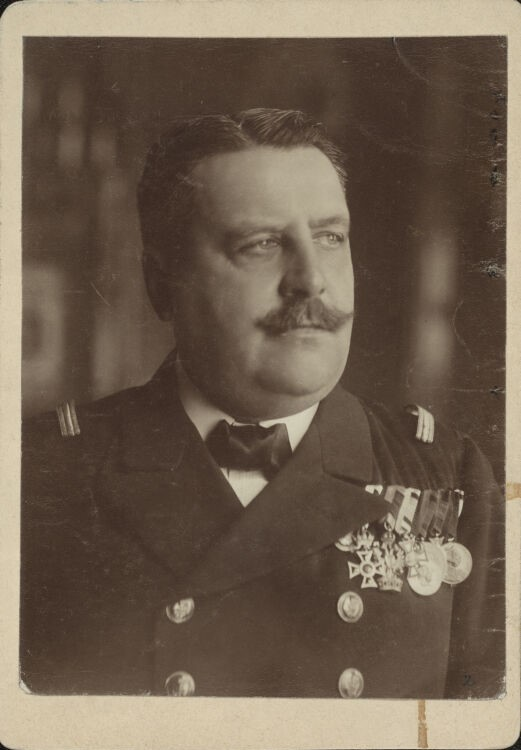
Viceadmirál Karl Kailer von Kaltenfels (1914)

Narodil se v Pule jako syn Theodora Kailera (1830–1905), vrchního inženýra u rakouského námořního úřadu, a jeho manželky Matyldy, rozené Magdićové (1838–1896). Studoval na reálce v Pule se zaměřením na námořnictvo a další průpravu získal na C. k. námořní akademii v Rijece (1876–1880). K námořnictvu vstoupil v roce 1880 jako kadet, další výcvik absolvoval na školním dělostřelecké fregatě SMS Novara. Konal službu na různých lodích a také v námořní administraci v Pule. V roce 1884 byl povýšen na praporčíka, později převzal velení několika torpédových člunů. Od roku 1891 byl poručíkem II. třídy a působil jako pedagog na C. k. námořní akademii v Rijece. V roce 1894 byl povýšen do hodnosti poručíka I. třídy a jako navigační důstojník šroubové fregaty SMS Aurora se zúčastnil obchodní cesty kolem světa. Jako velitel torpédového člunu Star se v roce 1897 zúčastnil blokády Kréty a později se připojil k výpravě do Číny během boxerského povstání (1901). V letech 1902–1903 byl jako velitel parníku Taurus přičleněn k rakousko-uherskému loďstvu v Istanbulu. 

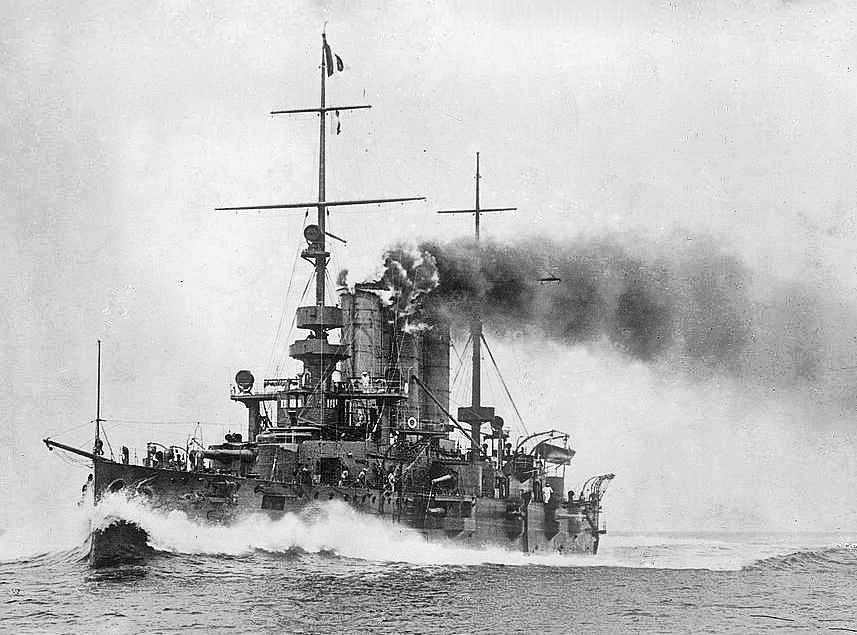
SMS Erzherzog Ferdinand Max, vlajková loď Karla Kailera (1910–1911)

V roce 1903 byl povýšen na korvetního kapitána a dočasně převzal velení bitevní lodi SMS Wien (1903–1904), v letech 1904–1909 byl ředitelem operační kanceláře v námořní sekci ministerstva války. Mezitím získal hodnost fregatního kapitána (1907) a v letech 1910–1911 byl velitelem bitevní lodi SMS Erzherzog Ferdinand Max. V letech 1911–1912 znovu působil na ministerstvu války, současně byl pobočníkem vrchního velitele námořnictva. V hodnosti komodora byl v letech 1912–1913 velitelem IV. těžké divize a v roce 1913 byl povýšen na kontradmirála. V letech 1913–1917 byl zástupcem šéfa námořní sekce na ministerstvu války a k datu 1. listopadu 1914 obdržel hodnost viceadmirála. Od února 1917 byl sám sekčním šéfem, zemřel však krátce poté. 

## Tituly a ocenění
V roce 1911 byl povýšen do šlechtického stavu s predikátem von Kaltenfels a jako sekční šéf na ministerstvu války obdržel v roce 1917 titul c. k. tajného rady s nárokem na oslovení Excelence. Během služby u námořnictva se stal nositelem řady vyznamenání v Rakousku-Uhersku i v zahraničí.

### Rakousko-Uhersko
- Jubilejní pamětní medaile (1898)
- Válečná medaile (1900)
- Vojenský záslužný kříž III. třídy (1901)
- Služební odznak pro důstojníky III. třídy (1905)
- Vojenský jubilejní kříž (1908)
- Řád železné koruny III. třídy (1910)
- rytířský kříž Leopoldova řádu (1913)
- Mobilizační kříž (1913)
- Služební odznak pro důstojníky II. třídy (1915)
- Vojenský záslužný kříž II. třídy s válečnou dekorací (1915)

### Zahraničí
- Řád Medžidie III. třídy (1898, Osmanská říše)
- Řád Osmanie III. třídy (1903, Osmanská říše)
- Řád sv. Stanislava II. třídy (1906, Rusko)
- důstojník Řádu rumunské hvězdy (1906, Rumunsko)
- Řád pruské koruny II. třídy (1910, Německo)
- Řád knížete Danila I. II. třídy (1910, Černá Hora)
- Řád červené orlice II. třídy (1911, Německo)
- velkokříž Řádu italské koruny (1913, Itálie)
- Železný kříž II. třídy (1915, Německo)
- Vojenský záslužný řád (1916, Bavorsko)
- Železný kříž I. třídy (1916, Německo)